# Дутковська Алла Борисівна
Дутковська Алла Борисівна (нар. 15 серпня 1949, м. Вінниця, Україна — пом. 19 червня 2004, м. Чернівці, Україна) — модельєрка, заслужена діячка мистецтв України, відмінниця освіти України.
Новаторка у моделюванні одягу, одна з перших поєднала популярні фасони свого часу з традиційними мотивами. Надихалася переважно буковинським строєм. Стартовою точкою кар'єри стала сукня для героїні Софії Ротару в мюзиклі «Червона Рута». Відома завдяки створенню багатьох сценічних костюмів для Софії Ротару та ВІА «Смерічка». Понад 25 років пропрацювала викладачем у Чернівецькій художній дитячій школі.
Разом із засновником ансамблю «Смерічка» Левком Дутковським, солістами «Смерічки» Василем Зінькевичем, Назарієм Яремчуком та композитором Володимиром Івасюком Алла Дутковська сприяла зміні стереотипів щодо української естради як у музичному стилі, так і в художньому проєктуванні сценічного одягу.
2022 року видання «Vogue Україна» назвало Дудковську «нашою іконою стилю з 1970-х».

## Життєпис
Народилася 15 серпня 1949 року в м. Вінниця у родині робітників. З 1957-го до 1966 року навчалася у Вінницькій СЗШ № 1.
Протягом 1966—1970 років навчалася на відділі художнього моделювання та конструювання одягу Вижницького училища прикладного мистецтва (ВУПМ; тепер — Вижницький коледж прикладного мистецтва імені В. Ю. Шкрібляка) у місті Вижниця Чернівецької області.
У січні 1967 року познайомилася з Левком Дутковським, засновником відомого ансамблю «Смерічка», і вже 1968 року вони одружилися. Йому було 25, а їй — 18. Весільну сукню Алла пошила сама, Дутковський згадував: «Звісно, наречена мала розкішну весільну сукню, пошиту власноруч. Тоді в моді були міні- і міді-сукні, а в молодої сукня — максі — останній писк моди! Публіка просто не зводила очей!»
З 1967 року, навчаючись у ВУПМ, почала проєктувати сценічні стилізовані костюми для ВІА «Смерічка» під керівництвом Л. Дутковського. 1970 року Дутковська закінчувала Вижницьке училище і готувала дипломний проєкт під назвою «Концертний костюм для естрадної співачки». Його високо оцінили і невдовзі, за рішенням державної екзаменаційної комісії, відправили на Всесоюзну виставку в Ленінград. Згодом сукню демонстрували на багатьох виставках прикладного мистецтва як перший зразок естрадного стилізованого одягу для професійної сцени. 1971 року ця сукня стала першим сценічним костюмом Софії Ротару, її використали під час зйомки музичного телефільму «Червона Рута». 
Протягом 1971–1972 років працювала художником сувенірного цеху Вижницького деревообробного комбінату. У 1973–1976 роках — художниця-модельєрка Чернівецької філармонії.
З 1978 до 2003 року працювала в Чернівецькій художній дитячій школі викладачем рисунку, живопису та композиції. Її вихованці стали переможцями на міжнародних дитячих виставках, конкурсах у США (1987), Польщі (1992), Індії (1995), Ізраїлі (1995), Японії (1997). Їй присвоєно звання «Вчитель-методист вищої кваліфікаційної категорії».
У 1981–1985 р.р. навчалася на художньо-графічному факультеті Одеського державного педагогічного інституту ім. К. Д. Ушинського.
1993 року брала участь у заснуванні благодійної Недільної дитячої художньої школи при Свято-Миколаївському соборі у Чернівцях, де впродовж 10 років керувала творчо-навчальним процесом. 1996 року Алла Дутковська стала сценографом 1-го фестивалю української естрадної пісні ім. Н. Яремчука.
Померла 19 червня 2004 року у Чернівцях.

## Творчість

#### Співпраця з Софією Ротару
Першою знаковою роботою у творчості Алли Дутковської став її диплом «Концертний костюм естрадної співачки» у Вижницькому училищі прикладного мистецтва. Це була червона сукня довжини максі чіткого силуету з розширеними рукавами, гаптована вишивкою, з двома білими вставками, підвісками та кептариком. Вижницька районна газета «Радянська Верховина» 9 липня 1970 року писала:
…Приємне враження справила робота випускниці Алли Дутковської — концертний костюм для солістки естради. За основу вона взяла народний буковинський костюм гірської частини населення. Довга червона сукня донизу, вишита, з двома білими вставками. Вишитий киптарик створюють нарядність. Поєднання червоного і білого кольорів вказують на народний гуцульський характер одягу. Доповнення до нього служать кліпси, виготовлені ученицею. Ця робота дістала оцінку п'ять з відзнакою…
У серпні 1971 року до участі у мюзиклі «Червона Рута», який знімали в Яремче, в останній момент запросили Софію Ротару. Виявилося, що костюму для нової співачки немає, і тоді чоловік Алли Левко Дутковський згадав про ту саму червону сукню з дипломної роботи дружини. За вбранням Василь Зінкевич одразу ж поїхав на таксі до Вижниці. Після примірки сукні виявилося, що вона ідеально підходить артистці та не потребує жодної корекції. У Яремче співачка і модельєрка познайомилися ближче, а у перервах між фільмуванням весь колектив дружно святкував день народження Софії та Алли (обидві народилися в серпні). Так розпочалася творча дружба Софії Ротару і Алли Дутковської. Відтоді Алла створила більше десяти унікальних костюмів для артистки.
У ті роки Софія була солісткою ансамблю «Червона рута» (керівник — Анатолій Євдокименко), і для виступів з ансамблем Алла Дутковська створила співачці нову сукню «Черешневий гай». Сукня було вільнішого крою, ніж та, що у мюзиклі, з довгими рукавами-ліхтариками і поясом на талії. Сукня поєднувала у собі білий, зелений, помаранчевий, чорний та вишневий кольори. Масивний орнамент оздоблював сукню по всій довжині, а його зигзагоподібні орнаменти нагадували силуети карпатських смерек.
Для виступів Софії Ротару та ВІА «Червона рута» перед українцями Канади у серпні 1983 року модельєрка розробила комплект «Писанка». У цьому костюмі Дутковська змогла поєднати традиційні елементи заходу України зі східноукраїнськими. Це була довга біла сукня, на якій люрексовою і червоною нитками розшиті геометричні орнаменти. Доповнював сукню маленький стилізований кептарик, розшитий жовтими перламутровими лелітками. Водночас довга спідниця співачки з широким подолом, глибокий виріз і приталений фасон відповідали модним тенденціям того часу. Завершеності костюму надавали декоративні стрічки у волоссі артистки та набір коралових прикрас і металевих пластинок. Як згадувала потім сама Ротару, під час концерту у Монреалі глядачі намагалися руками доторкнутися до цього дива. «У кількох секундах Софія зачарувала слухачів не тільки першими тонами української сучасної пісні „Вперше“, але й своєю зовнішньою красою і поставою», — повідомляла «Свобода», газета для українських емігрантів.
«Мені імпонувало, як вона уважно вивчала мій репертуар. Адже в більшості випадків саме пісня визначає той чи інший образ на сцені. Найкращим костюмом вважаю той, який Алла змоделювала для концерту „Квіти Софії Ротару“, що відбувся в Москві у 1991 році», — згадувала артистка. Програма на честь 20-річного ювілею творчого життя Софії Ротару складалася з двох частин. Для частини з виконанням пісень буковинських композиторів модельєрка створила ніжну сукню в етностилі. Подовжена біла шовкова сукня з модним на той час зигзагоподібним двоярусним подолом, із підкресленою лінією стегон, оздобленою вертикальним червоним декором, та ліфом на бретелях. Поверх був одягнений блузон з короткими рукавами-ліхтариками, який ледь торкався талії і нагадував суміш кептаря та болеро. Уся сукня була розшита червоними лелітками. Доповнювали її білі короткі рукавички та черевички. Для частини із сучасними піснями модельєрка створила короткий шкіряний костюм у рок-стилі з металевим карбуванням. У цьому образі також простежувались елементи буковинською строю, хоч і не так явно. У тон були пошиті й чобітки.
1992 року з нагоди 20-річчя творчої діяльності Софії Ротару у Москві представили два комплекти костюмів авторства Дутковської.

#### Співпраця з ВІА «Смерічка»
Алла Дутковська була головною модельєркою популярного тоді ВІА «Смерічка» та створила їхній впізнаваний стиль, що являв собою поєднання чітких ліній та силуетів, притаманних моді того часу, з буковинськими мотивами. Етностиль для радянської естради був незвичним, переважно гурти виступали у фабричному одязі, тож праці Дутковської допомогли «Смерічці» вигідно виділятися на фоні решти. Згодом образами «Смерічки» надихнулись інші відомі ВІА, наприклад «Песняри», «Сябри», «Кобза».
Основою перших сценічних образів гурту стали колекції «Горянка», «Червона рута» та «Водограй».  
У «Горянці» 1970 року модельєрка використала поєднання білого та червоного кольорів. Жіночі образи складалися з довгих білих суконь, оздоблених лаконічними аплікаціями з геометричною вишивкою на рукавах та подолі, а також безрукавками, що нагадували кептарики. Сукня солістки мала червоний колір, високу горловину та акуратне біле оздоблення на рукавах. Чоловічі костюми складалися з білих штанів та сорочок із мінімальним декором та червоного жакета, що дуже нагадував гуцульський сардак. Комплект «Горянка» Алла Дутковська створила разом із Василем Зінкевичем, який також навчався у Вижницькому училищі. Солісти ВІА «Смерічка» виступили у цих костюмах на сцені телепрограми «Пісня-71». Народний артист України Сергій Козак сказав: «Якби ансамбль у цьому вбранні пройшовся Хрещатиком, то завтра так одягалася б половина киян».
1979 року відбувся перезапуск «Смерічки», і відповідно, ансамбль потребував нових костюмів. Тоді Алла Дутковська розробила колекції костюмів під назвою «Буковинські коломийки», «Зачаруй» та «Олімпійські».
Прем'єра нової програми відбулась у костюмах «Буковинські коломийки». Як і «Горянка», вони мали в основі червоний та білий кольори, чоловічий верх тут теж нагадував сардаки, але вже подовжені і з елементами мантії. Впадали в око жовті підвіски з білим геометричним орнаментом на червоному фоні. Довгі жіночі червоні сукні мали теж цікавий крій, значно вільніший та повітряніший, ніж в попередніх роботах Алли, поділ суконь був багатоярусним. Крім того, вони були прикрашені камінцями й золотистими стрічками. Доповнював образ ніжний шарф на шию, що додавав витонченості. Костюм Назарія Яремчука був білого кольору й більш класичним, ніж звичайно. Доповнював його чорний шалик із вишивкою квіткових мотивів.
Другий комплект цього періоду «Смерічки» — «Зачаруй», названий на честь однойменної пісні Левка Дутковського. Модельєрка використала поєднання білого з яскравими кольорами: зеленим, жовтим та помаранчевим. Вокалісти мали штани білого кольору та білі сорочки з вільними рукавами довжини три четверті, оздоблені вишивкою на комірці, манжетах та подолі. Цікаво, що в костюмі кожного вокаліста була різна форма горловини: мисоподібна, квадратна, кругла, щілиноподібна. Жіночі сукні були теж білими, з двома вишитими смужками на подолі, а акцентним елементом стали зелені вставки, що нагадували корсети з рожевими трояндами. Костюм Яремчука був такого самого зеленого кольору, як і на сукнях, складався з штанів та жакету, оздобленого жовтогарячою та рожевою вишивкою.
1980 року ВІА «Смерічка» виступала на Олімпійських іграх в Москві. З цієї нагоди Дутковська спеціально розробила нові костюми під назвою «Олімпійські». Білі Атласні костюми були оздоблені орнаментами зеленого, блакитного та малинового кольорів, що символізували карпатські гори. Вокалісти мали сорочки на короткий рукав з оксамитовим зображенням символу Олімпіади — ведмедиком. У силуети ведмедиків були вмонтовані маленькі лампочки, які засвічувалися під час виступу. У цій колекції, як і в попередній, модельєрка застосувала прийом із різними горловинами на усіх сорочках вокалістів. Костюм Яремчука був чорного кольору, з повітряним силуетом та оздоблений зірками.

#### Співпраця з іншими виконавцями
У творчому доробку Дутковської є розробка сценічних костюмів для солісток ансамблю «Черемош» Лідії та Ауріки Ротару, Павла Дворського, соліста ВІА «Жива вода» Іво Бобула, балетної групи заслуженого Буковинського ансамблю пісні і танцю.

## Вплив
Алла Дутковська була новаторкою в українській моді та першою поєднала модерн з етно, що стало прикладом і натхненням для багатьох митців. У своїй статті «Vogue Україна» назвали Софію Ротару «нашою іконою стилю з 1970-х». Журнал розповідає саме про самобутні сценічні костюми Ротару і те, який захват вони викликали за кордоном, сама Софія поділилася: «Можу чесно сказати, що за кордоном вони викликали справжній інтерес. Чеський співак Карел Ґотт завжди захоплювався моїми сценічними костюмами та стилем. Щоразу при зустрічі на пісенному фестивалі він цікавився, хто створив той чи інший образ. Особливо йому подобалися сукні з вишивкою». Як приклад наведені фото сукні «Черешневого гаю», суконь із фільму «Червона рута» та з концерту «Квіти Софії Ротару». 
Фільм «Червона рута» і, зокрема, та сама легендарна сукня Ротару стали натхненням для створення колекції весна-літо 2018/2019 бренду ARTEMKLIMCHUK (Артем Климчук). «Vogue Україна» зазначили: «Гра з образом артистки стала головним стилістичним прийомом колекції». 

## Нагороди
- «Заслужений діяч мистецтв України» (1998)

- Знак МОН «Відмінник освіти України».